# 23000E型施托姆級航空母艦
23000E工程「施托姆」級航空母艦（意爲「暴風」），是俄羅斯海軍計劃中的新型航空母艦。23000E定位爲多用途的重型航空母艦，由俄國的克雷洛夫国家研究中心按俄國海軍的需求而設計。俄罗斯涅夫斯基工程设计局也被指出也參與了23000E工程的研發過程。建造「暴風」型航艦預算，換算爲美元約18億美元至56.3億美元，視乎研發進度、建造數量而又有變動；單是研發時間預估約10年。航艦建成以後預計在俄羅斯海軍的北方艦隊中服役。
此艦是目前俄羅斯兩個新建核動力航母的競爭方案之一（另一個為11430E工程「海牛」級航空母艦）。

## 概觀
根據已披露的資料顯示，23000E工程將會是和美國海軍尼米兹級或福特級規模相當的超級航空母艦。
航艦采用雙島式艦橋的設計，附帶避雷裝置，模型中還具備彈射加滑跳式飛行甲板（14°至15°），與伊麗莎白女王級航空母艦類似，不過不同的是，「暴風」級還具有斜角甲板，斜角甲板前段還具有一定的上揚角度，亦可作爲起飛甲板之用；飛行甲板上還佈置了三座飛機升降機。
全艦共4個飛機起飛點，兩個面向船首滑跳甲板，兩個面向斜角滑跳甲板，其中面向船首的兩個起飛點還具有兩座電磁彈射器輔助起飛；降落装置包括助降指示系统以及一套阻拦索等。
艦載飛機數量不同消息的資料也不盡相同，最低72架，最高者達100架，搭載的機種有SU-57艦載版戰鬥機、米格-29K戰鬥機、卡27、卡52、以及鰩魚無人機等，各自的搭載數量也未確定；雖然也有固定翼艦載預警機的計劃，但尚未確定哪一種預警機可以在航艦上起降。
武備方面，預計裝備四組防空飛彈系統以及一組反魚雷系統，但近迫防禦系統規格仍不明確；雷達系統的具體規格仍不明確，只确定會有多功能相位陣列雷達出現；動力方面一種是傳統動力系統的基礎上增加電力傳動系統的混合動力系統，一種則是RITM-200 或RITM-400 核反应堆。

## 相关图集

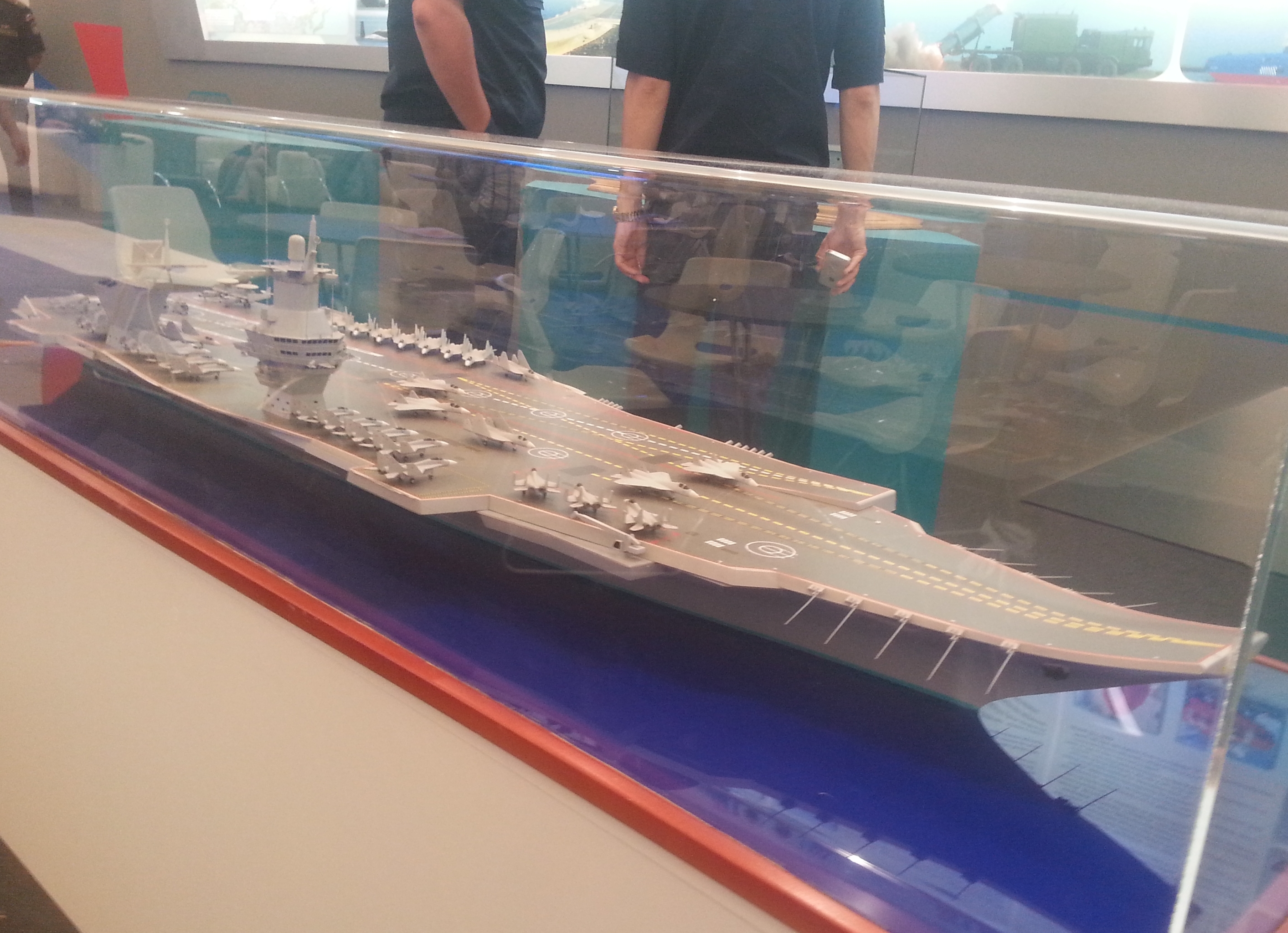
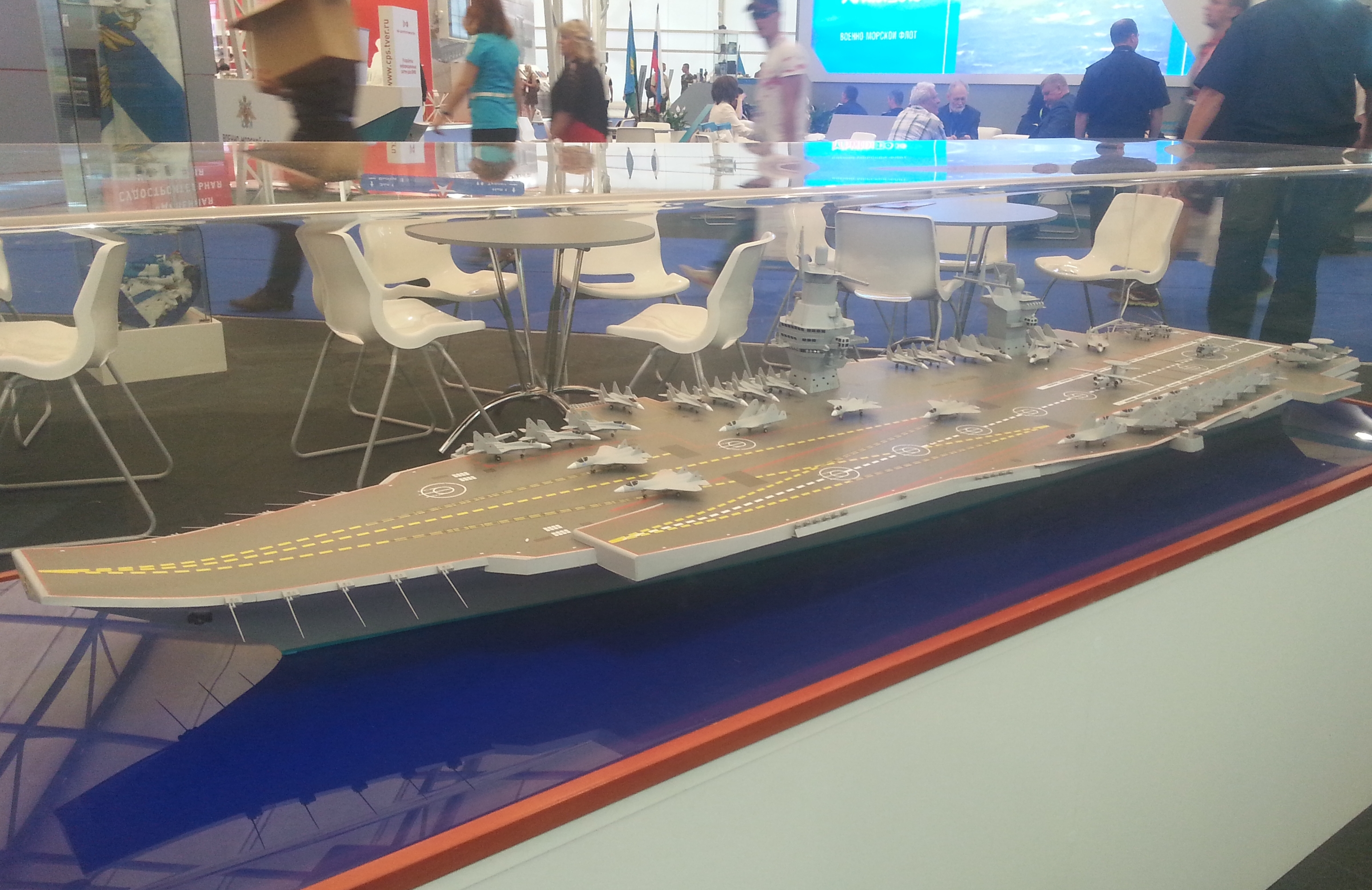
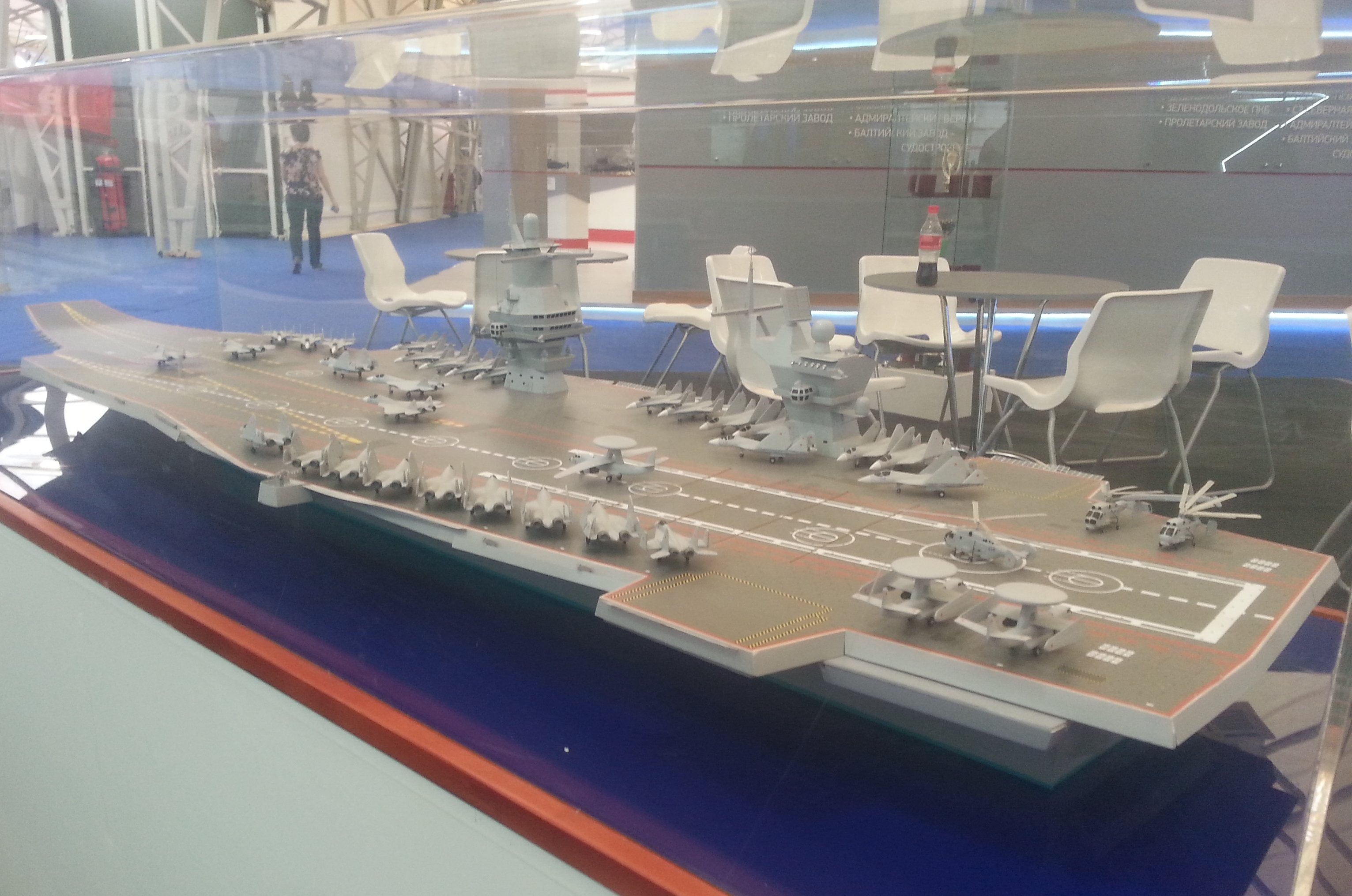